# وزارة سعد زغلول باشا
وزارة سعد زغلول باشا هي الوزارة الثانية والثلاثون في مصر، صدر المرسوم الملكي بتشكيلها في 28 يناير 1924. قدمت الوزارة استقالتها في 23 نوفمبر 1924 وقُبلت الاستقالة في 24 نوفمبر 1924.

## أعضاء الحكومة
| الوزارة               | الوزير                                              | تعديل 10 مارس 1924                                  | تعديلات 31 مارس 1924                                   | تعديلات 24 يوليو 1924 | تعديلات 25 أكتوبر 1924                                          | تعديل 19 نوفمبر 1924 |
| --------------------- | --------------------------------------------------- | --------------------------------------------------- | ------------------------------------------------------ | --------------------- | --------------------------------------------------------------- | -------------------- |
| رئيس مجلس الوزراء     | سعد زغلول باشا                                      |                                                     |                                                        |                       |                                                                 |                      |
| وزير الداخلية         | سعد زغلول باشا (إلى جانب منصبه رئيسًا لمجلس الوزراء) | محمد توفيق نسيم باشا (إلى جانب منصبه وزيرًا للمالية) |                                                        |                       | محمد فتح الله بركات باشا                                        |                      |
| وزير الخارجية         | واصف بطرس غالي أفندي                                |                                                     |                                                        |                       | سعد زغلول باشا (بصفة مؤقتة؛ إلى جانب منصبه رئيسًا لمجلس الوزراء) |                      |
| وزير الحقانية         | محمد نجيب الغرابلي أفندي                            |                                                     | محمد سعيد باشا (إلى جانب منصبه وزيرًا للمعارف العمومية) |                       |                                                                 |                      |
| وزير المالية          | محمد توفيق نسيم باشا                                |                                                     |                                                        |                       |                                                                 | علي الشمسي أفندي     |
| وزير الأشغال العمومية | مرقص حنا بك                                         |                                                     |                                                        |                       |                                                                 |                      |
| وزير الحربية والبحرية | حسن حسيب باشا                                       |                                                     |                                                        |                       |                                                                 |                      |
| وزير المعارف العمومية | محمد سعيد باشا                                      |                                                     |                                                        |                       | أحمد ماهر أفندي                                                 |                      |
| وزير الأوقاف          | أحمد مظلوم باشا                                     |                                                     | محمد نجيب الغرابلي أفندي                               |                       |                                                                 |                      |
| وزير الزراعة          | محمد فتح الله بركات باشا                            |                                                     |                                                        |                       | محمد سعيد باشا (مؤقتاً بجانب منصبه)                              |                      |
| وزير المواصلات        | مصطفى النحاس بك                                     |                                                     |                                                        |                       |                                                                 |                      |
| وزير دولة             |                                                     |                                                     |                                                        | أحمد مظلوم باشا       |                                                                 |                      |
| وزير دولة             |                                                     |                                                     | أحمد زيور باشا                                         |                       |                                                                 |                      |

## تعديلات
- في 10 مارس 1924 تولى محمد توفيق نسيم باشا وزارة الداخلية بجانب وزارة المالية.[4]
- في 31 مارس 1924 أسندت وزارة الأوقاف إلى محمد نجيب الغرابلي أفندي وتولى محمد سعيد باشا وزارة الحقانية واحتفظ بوزارة المعارف مؤقتاً.[9][10][7]
- في 24 يوليو 1924 عين أحمد مظلوم باشا وأحمد زيور باشا وزيرين بلا وزارة.[7]
- في 25 أكتوبر 1924 أسندت وزارة الداخلية إلى محمد فتح الله بركات باشا وعين أحمد ماهر أفندي وزيراً للمعارف العمومية وأسندت وزارة الزراعة إلى محمد سعيد باشا مؤقتاً بجانب منصبه.[9][11][5]
- في 19 نوفمبر 1924 عين علي الشمسي أفندي وزيراً للمالية بدلاً من محمد توفيق نسيم باشا.[8]

## وصلات داخلية
- قائمة رؤساء مجلس وزراء مصر